# Oerstroomdal
Een oerstroomdal is een breed dal, dat is gevormd in een ijstijd aan de voet van een actief, maar lange tijd op dezelfde plaats liggend, ijsfront. Een oerstroomdal ontstaat doordat afstromend smeltwater van het landijs zich vermengt met water van rivieren en een uitweg zoekt langs de voet van de ijsmassa.
Tijdens de vergletsjering tijdens het Elsterien zijn in Nederland enkele oerstroomdalen gevormd. Bekend is het oerstroomdal van de Overijsselse Vecht, dat is gevormd tijdens de zogenaamde Peelo formatie in het Elsterien. De grens van het landijs lag toen in het noorden van Nederland op de lijn Texel - Wieringen - Gaasterland - Urk - Steenwijk - Zuidwolde - Emmen. Het smeltwater van de ijskap zocht samen met rivierwater uit het zuiden een uitweg naar het westen. Het oerstroomdal van de Vecht was beduidend groter dan het huidige Vechtdal. In het noorden van het oerstroomdal stroomt nu de Reest, in het zuiden de huidige rivier de Vecht. het dal strekte zich ook ver naar het westen uit. Zo zijn er sporen teruggevonden nabij het huidige Swifterbant in Oost Flevoland.
Een ander bekend oerstroomdal is dat van de Hunze in Drenthe, dat is gevormd toen het landijs zich verder had teruggetrokken tot een ijsfront in Oost-Groningen.
Bekende, grote rivieren, die in Duitsland en Polen oerstroomdalen hebben gevormd, zijn de Elbe (benedenstrooms van Genthin), alsmede de Oder, de Wisła (Weichsel) en de Warta (Warthe).
Opvallend is, dat in de Engelse taal hiervoor het Duitse leenwoord Urstromtal wordt gebruikt.